# Toàn Lục Địa
Pangaea (từ tiếng Hy Lạp, có nghĩa là "toàn bộ đất đai") hay Toàn Lục Địa, là siêu lục địa đã từng tồn tại trong đại Trung Sinh (Mesozoic) thuộc liên đại Hiển Sinh, trước khi quá trình trôi dạt lục địa tách nó ra thành các lục địa. Tên gọi này được Alfred Wegener đặt năm 1915. Khi các lục địa lần đầu tiên tạo ra Pangaea khoảng 300 triệu năm trước, các dãy núi đã bắt đầu hình thành, và một số dãy núi vẫn còn tồn tại đến ngày nay, chẳng hạn như các dãy núi Appalaches, Atlas, và Ural. Phần đại dương bao quanh Pangaea có tên gọi là Panthalassa. Pangaea vỡ ra khoảng 200 triệu năm trước.
Pangaea là vùng đất có dạng hình chữ C, trải rộng ngang qua đường xích đạo. Phần chứa nước trong lòng chữ "C" có tên gọi là biển Tethys. Vì Pangaea rất rộng lớn, nên khí hậu sâu trong đất liền rất là khô vì thiếu mưa. Do là một lục địa rộng lớn nên các loài động vật trên đất liền tự do di cư theo mọi hướng từ cực Nam tới cực Bắc và ngược lại.
Lớp phủ phía dưới lòng Pangaea vẫn còn rất nóng và có xu hướng trồi lên trên. Do kết quả của sự kiện này, châu Phi đã cao hơn các lục địa khác vài chục mét.

Sự trôi dạt của các lục địa

Pangaea có lẽ không phải là "siêu lục địa" đầu tiên. Người ta tin rằng Pannotia đã được hình thành trước đó, vào khoảng 600 triệu năm trước và phân chia ra khoảng 550 triệu năm trước. Ngoài ra, Rodinia đã được hình thành khoảng 1.1 tỉ năm trước và tách ra vào khoảng 750 triệu năm trước.
Trong kỷ Jura, Pangaea tách ra thành hai phần: phần phía nam là Gondwana và phần phía bắc là Laurasia.
Gondwana khi đó bao gồm châu Nam Mỹ, châu Phi, châu Nam Cực, Úc, Tân Guinea, New Zealand, Ấn Độ, Madagasca và tiểu lục địa Ả Rập ngày nay còn Laurasia bao gồm châu Âu, châu Á (trừ Ấn Độ và tiểu lục địa Ả Rập) và châu Bắc Mỹ ngày nay.